# Campeonato Mundial de Natação em Piscina Curta de 2012 - 200 m borboleta feminino
A prova dos 200 metros nado borboleta feminino do Campeonato Mundial de Natação em Piscina Curta de 2012 foi disputado em 12 de dezembro em Istambul  na Turquia.

## Recordes
Antes desta competição, os recordes mundiais e do campeonato nesta prova eram os seguintes:
|     | Nome            | Nacionalidade | Tempo   | Local  | Data                   |
| --- | --------------- | ------------- | ------- | ------ | ---------------------- |
| 'WR | Liu Zige        | China         | 2:00.78 | Berlim | 15 de novembro de 2009 |
| CR  | Mireia Belmonte | Espanha       | 2:03.59 | Dubai  | 15 de dezembro de 2010 |

## Medalhistas
| Ouro                 | Prata              | Bronze           |
| Katinka Hosszú (HUN) | Jiao Liuyang (CHN) | Jemma Lowe (GBR) |

## Resultados

### Eliminatórias
As eliminatórias ocorreram dia 12 de dezembro. 
| Colocação | Bateria | Raia | Nome                             | Tempo   | Notas |
| --------- | ------- | ---- | -------------------------------- | ------- | ----- |
| 1         | 2       | 4    | Katinka Hosszú (HUN)             | 2:04.19 | Q, NR |
| 2         | 1       | 6    | Jiao Liuyang (CHN)               | 2:04.88 | Q     |
| 3         | 2       | 2    | Kona Fujita (JPN)                | 2:05.42 | Q     |
| 4         | 4       | 4    | Kathleen Hersey (USA)            | 2:05.45 | Q     |
| 5         | 4       | 5    | Katerine Savard (CAN)            | 2:05.54 | Q     |
| 6         | 4       | 6    | Liu Zige (CHN)                   | 2:05.96 | Q     |
| 7         | 3       | 4    | Jemma Lowe (GBR)                 | 2:06.14 | Q     |
| 8         | 2       | 7    | Nao Kobayashi (JPN)              | 2:06.91 | Q     |
| 9         | 2       | 6    | Jasmine Tosky (USA)              | 2:07.28 |       |
| 10        | 3       | 6    | Judit Ignacio Sorribes (ESP)     | 2:08.02 |       |
| 11        | 4       | 2    | Veronika Popova (RUS)            | 2:08.33 |       |
| 12        | 3       | 5    | Stefania Pirozzi (ITA)           | 2:09.08 |       |
| 13        | 3       | 2    | Brianna Throssell (AUS)          | 2:09.08 |       |
| 14        | 4       | 3    | Martina van Berkel (SUI)         | 2:09.56 |       |
| 15        | 3       | 7    | Noemie It-Ting Thomas (CAN)      | 2:09.59 |       |
| 16        | 3       | 3    | Choi Hye-Ra (KOR)                | 2:09.97 |       |
| 17        | 2       | 5    | Alessia Polieri (ITA)            | 2:10.00 |       |
| 18        | 2       | 8    | Mandy Loots (RSA)                | 2:10.04 |       |
| 19        | 4       | 7    | Sara Oliveira (POR)              | 2:10.96 |       |
| 20        | 3       | 8    | Cheng Wan-Jung (TPE)             | 2:11.95 |       |
| 21        | 3       | 1    | Denisa Smolenová (SVK)           | 2:12.60 |       |
| 22        | 3       | 0    | Jasmin Rosenberger (TUR)         | 2:13.07 |       |
| 23        | 4       | 1    | Monalisa Arieswati Lorenza (INA) | 2:13.42 |       |
| 24        | 2       | 0    | Jessica Camposano (COL)          | 2:15.28 |       |
| 25        | 4       | 0    | Melisa Akarsu (TUR)              | 2:16.38 |       |
| 26        | 1       | 4    | Megan Stephens (RSA)             | 2:16.84 |       |
| 27        | 4       | 8    | Raina Saumi Grahana (INA)        | 2:17.22 |       |
| 28        | 4       | 9    | Nguyễn Thị Kim Tuyến (VIE)       | 2:20.73 |       |
| 29        | 2       | 9    | Pooja Raghava Alva (IND)         | 2:21.24 |       |
| 30        | 1       | 3    | Tieri Erasito (FIJ)              | 2:22.33 |       |
| 31        | 3       | 9    | Zabrina Holder (BAR)             | 2:23.51 |       |
| 32        | 1       | 7    | Ana Semiruncic (MDA)             | 2:24.72 |       |
| 33        | 1       | 5    | Tan Chi Yan (MAC)                | 2:31.81 |       |
| 34        | 2       | 1    | Danielle Villars (SUI)           | DSQ     |       |
| 35        | 1       | 2    | Wendy Rodríguez (VEN)            | DNS     |       |
| 35        | 2       | 3    | Anja Klinar (SLO)                | DNS     |       |

### Final
A final teve sua disputa realizada em 12 de dezembro. 
| Colocação         | Raia | Nome            | Nacionalidade  | Tempo   | Notas  |
| ----------------- | ---- | --------------- | -------------- | ------- | ------ |
| Medalha de ouro   | 4    | Katinka Hosszú  | Hungria        | 2:02.20 | CR, ER |
| Medalha de prata  | 5    | Jiao Liuyang    | China          | 2:02.28 |        |
| Medalha de bronze | 1    | Jemma Lowe      | Grã-Bretanha   | 2:03.19 |        |
| 4                 | 7    | Liu Zige        | China          | 2:03.99 |        |
| 5                 | 6    | Kathleen Hersey | Estados Unidos | 2:05.90 |        |
| 6                 | 2    | Katerine Savard | Canadá         | 2:06.56 |        |
| 7                 | 3    | Kona Fujita     | Japão          | 2:06.57 |        |
| 8                 | 8    | Nao Kobayashi   | Japão          | 2:08.95 |        |

Legenda
| Recorde mundial       | Recorde mundial (World record)               |                       | Recorde africano                      | Recorde africano (African) |                                           | Q | Classificado por posição (Qualified) |
| Recorde do campeonato | Recorde do campeonato (Championship record)  | Recorde da América    | Recorde da América (Americas)         | q                          | Classificado por melhor tempo (Qualified) |   |                                      |
| Melhor marca do ano   | Melhor marca do ano (World leading)          | Recorde asiático      | Recorde asiático (Asian)              | DNS                        | Não largou (Did not start)                |   |                                      |
| Recorde nacional      | Recorde nacional (National record)           | Recorde europeu       | Recorde europeu (European)            | DNF                        | Não terminou (Did not finish)             |   |                                      |
| Recorde pessoal       | Recorde pessoal do atleta (Personal best)    | Recorde da Oceania    | Recorde da Oceania (Oceania)          | DSQ / DQ                   | Desclassificado (Disqualified)            |   |                                      |
| Recorde da temporada  | Recorde da temporada do atleta (Season best) | Recorde sul-americano | Recorde sul-americano (South America) | NM                         | Sem marca (No mark)                       |   |                                      |